# Henry Scarpelli
Henry Scarpelli (né le 30 juillet 1930 et mort le 4 avril 2010 à Staten Island) est un dessinateur de bande dessinée américain. Entré dans le métier dans les années 1960 chez Dell Publishing, il est surtout connu pour sa longue collaboration avec Archie Comics. C'est le père de l'acteur Glenn Scarpelli (en).

## Prix
- 1971 : Prix Shazam du meilleur encreur humoristique pour son travail chez DC Comics
- 1972 : Prix Shazam du meilleur encreur humoristique